# Diocesi di Ihosy
La diocesi di Ihosy (in latino Dioecesis Ihosiensis) è una sede della Chiesa cattolica in Madagascar suffraganea dell'arcidiocesi di Fianarantsoa. Nel 2021 contava 157.850 battezzati su 789.300 abitanti. È retta dal vescovo Fulgence Razakarivony, M.S.

## Territorio
La diocesi comprende i distretti di Ihosy, Ivohibé e Midongy-Sud nella provincia di Fianarantsoa, e il distretto di Betroka nella provincia di Toliara in Madagascar.
Sede vescovile è la città di Ihosy, dove si trova la cattedrale di San Giuseppe.
Il territorio è suddiviso in 3 parrocchie.

## Storia
La diocesi è stata eretta il 13 aprile 1967 con la bolla Mirifice sane di papa Paolo VI, ricavandone il territorio dalle diocesi di Fort-Dauphin (oggi diocesi di Tôlagnaro) e di Farafangana.

## Cronotassi dei vescovi
Si omettono i periodi di sede vacante non superiori ai 2 anni o non storicamente accertati.
- Luigi Dusio, C.M. † (13 aprile 1967 - 2 novembre 1970 deceduto)
- Jean-Guy Rakodondravahatra, M.S. † (25 marzo 1972 - 21 settembre 1996 deceduto)
  - Sede vacante (1996-1999)
- Philippe Ranaivomanana † (2 gennaio 1999 - 13 novembre 2009 nominato vescovo di Antsirabé)
- Fulgence Razakarivony, M.S., dal 16 luglio 2011

## Statistiche
La diocesi nel 2021 su una popolazione di 789.300 persone contava 157.850 battezzati, corrispondenti al 20,0% del totale.
| anno | popolazione | popolazione | popolazione | presbiteri | presbiteri | presbiteri | presbiteri                | diaconi | religiosi | religiosi | parrocchie |
| anno | battezzati  | totale      | %           | numero     | secolari   | regolari   | battezzati per presbitero | diaconi | uomini    | donne     | parrocchie |
| ---- | ----------- | ----------- | ----------- | ---------- | ---------- | ---------- | ------------------------- | ------- | --------- | --------- | ---------- |
| 1970 | 13.366      | 144.805     | 9,2         | 15         | 1          | 14         | 891                       |         | 15        | 31        | 5          |
| 1980 | 21.260      | 184.000     | 11,6        | 19         | 1          | 18         | 1.118                     |         | 21        | 42        | 5          |
| 1990 | 29.950      | 280.000     | 10,7        | 20         | 2          | 18         | 1.497                     |         | 23        | 56        | 6          |
| 1999 | 43.960      | 344.500     | 12,8        | 33         | 15         | 18         | 1.332                     |         | 28        | 70        | 8          |
| 2002 | 45.287      | 365.480     | 12,4        | 32         | 12         | 20         | 1.415                     |         | 31        | 79        | 10         |
| 2003 | 46.845      | 376.445     | 12,4        | 38         | 17         | 21         | 1.232                     |         | 32        | 91        | 11         |
| 2004 | 56.180      | 310.158     | 18,1        | 36         | 15         | 21         | 1.560                     |         | 32        | 100       | 3          |
| 2006 | 71.845      | 321.000     | 22,4        | 32         | 15         | 17         | 2.245                     |         | 28        | 97        | 3          |
| 2013 | 77.180      | 398.000     | 19,4        | 40         | 21         | 19         | 1.929                     |         | 26        | 118       | 3          |
| 2016 | 85.536      | 493.091     | 17,3        | 37         | 21         | 16         | 2.311                     |         | 26        | 127       | 3          |
| 2019 | 112.700     | 631.400     | 17,8        | 38         | 23         | 15         | 2.965                     |         | 25        | 126       | 3          |
| 2021 | 157.850     | 789.300     | 20,0        | 42         | 27         | 15         | 3.758                     |         | 23        | 99        | 3          |